# 103-й штурмовой авиационный полк
103-й штурмовой авиационный Гродненский Краснознаменный ордена Суворова полк — авиационная воинская часть ВВС РККА штурмовой авиации в Великой Отечественной войне.

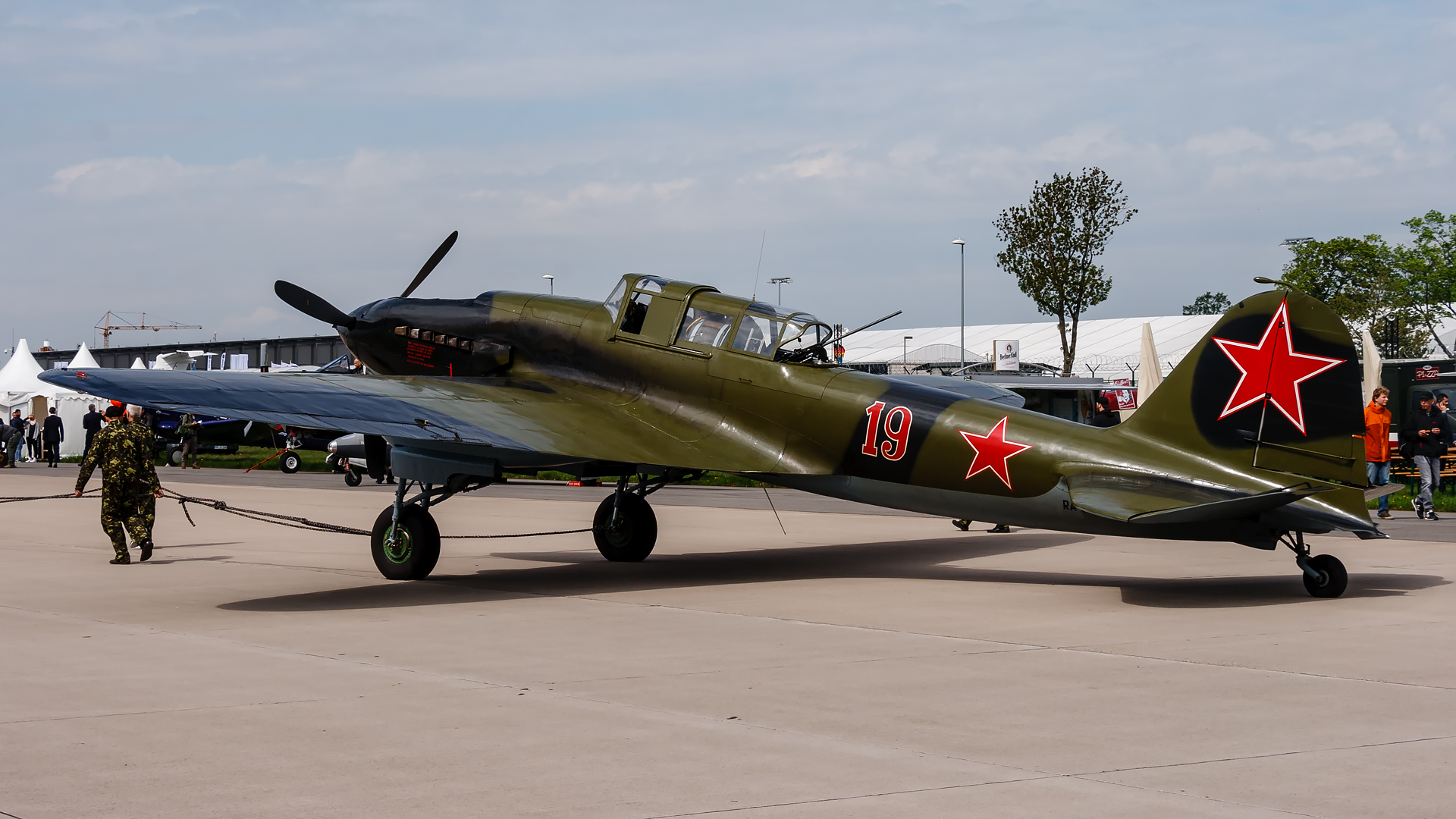
Конструкторы называли разработанный ими штурмовик Ил-2 «летающим танком», пилоты-истребители люфтваффе прозвали его «бетонным самолётом» (нем. Betonflugzeug), солдаты вермахта называли его «чумой» (нем. Schwarzer Tod, дословно: «чёрная смерть»).

## Наименование полка
В различные годы своего существования полк имел наименования:
- 103-й ближнебомбардировочный авиационный полк;
- 103-й бомбардировочный авиационный полк;
- 103-й штурмовой авиационный полк[1][2];
- 103-й штурмовой авиационный Гродненский полк[1];
- 103-й штурмовой авиационный Гродненский Краснознамённый полк[1];
- 103-й штурмовой авиационный Гродненский Краснознамённый ордена Суворова полк[1].

## История и боевой путь полка
Полк сформирован на базе 43-й смешанной авиабригады Харьковского военного округа 5 мая 1938 года на основании приказа командующего Харьковского военного округа в городе Харькове на самолётах Су-2. Полк получил наименование 103-й ближнебомбардировочный авиационный полк (именовался также как 103-й бомбардировочный авиационный полк) и вошел в состав 19-й легкобомбардировочной авиабригады Харьковского военного округа.
В августе 1941 года полк убыл с фронта на переформирование и переучивание в состав 1-й запасной авиабригады в Воронеж, где получил новые Ил-2. В сентябре 103-й ближнебомбардировочный авиационный полк переименован в 103-й штурмовой авиаполк 2-х эскадрильного состава. На базе остального личного состава полка сформированы 504-й и 565-й штурмовые авиаполки. 25 сентября 1941 года полк убыл в составе 2-х эскадрилий на Крымский участок Закавказского фронта. Полк вошел в состав ВВС 51-й отдельной армии. Боевую работу вел с аэродромов: Кача, Ротендорф, Ново-Царицыно, действуя по живой силе и технике противника до 15 декабря 1941 года.
С 20 декабря 1941 года полк перебазировался на аэродром Абинская, затем на аэродром Бесскорбная, боевой работы не вёл. На основании распоряжения управления ВВС КА полк выведен в тыл на переформирование в Чапаевск в состав 1-й запасной авиабригады, где пробыл до 1 мая 1942 года.
С 1 мая 1942 года полк вновь отправлен на Крымский фронт в состав 15-й ударной авиагруппы генерала Климова. Действуя на Крымском фронте полк с 25 сентября по 15 декабря 1941 года и с 1 мая по 14 мая 1942 года выполнил 250 боевых вылетов, уничтожил и повредил 50 самолётов, уничтожил 15 танков, 275 автомашин, 40 орудий, 20 минометов, 2 зенитных батареи, 1 склад с горючим и 1 штаб, до 4200 солдат и офицеров.
С эвакуацией Крыма полк перебазирован на аэродром Абинская и вошел в состав 238-й штурмовой авиадивизии 5-й воздушной армии Северо-Кавказского фронта, где вёл боевую работу по охране побережья Азовского моря и уничтожению плавсредств противника.
С 12 июля 1942 года полк в составе 216-й истребительной авиадивизии 4-й воздушной армии Южного фронта. В ходе Битвы за Кавказ в составе дивизии в период с 12 июля по 28 августа полк выполнял боевые задачи при отходе с боями от Ворошилова до Орджоникидзе и выполнил 264 боевых вылетов, уничтожил и повредил 260 танков, 744 авто и бронемашин, 37 бензозаправщиков, 8 мостов и переправ, 2 речных судна, 3 склада с боеприпасами, 1 полевое и 42 зенитных орудия, до 2500 солдат и офицеров.
28 августа 1942 года полк убыл на аэродром Насосная для пополнения и вошел в состав 230-й штурмовой авиадивизии. С 5 ноября полк снова участвует в боевых действиях. Полк в составе 230-й штурмовой авиадивизии уничтожал противника в районах Ачикулак, Ищёрская, Моздок, Орджоникидзе, Минеральные Воды. С 5 ноября 1942 года по 16 января 1943 года полк выполнил 106 боевых вылетов, уничтожил и повредил 6 самолётов, 12 танков, 175 авто и бронемашин, 4 бензозаправщика, 6 железнодорожных вагонов, 10 орудий и пулеметов, до 970 солдат и офицеров.
16 января 1943 года полк убыл в Куйбышев для пополнения и 28 марта, перебазировавшись на аэродром Тихорецк, приступил к боевой работе в составе 230-й штурмовой авиадивизии. По состоянию на 1 августа 1943 года полк насчитывал 18 самолётов Ил-2, 35 летчиков и 32 воздушных стрелка, всего 207 человек. Всего за период с начала войны и до 1 августа 1943 года полк потерял 8 человек и 15 не вернулось с боевого задания.
После освобождения Таманского полуострова полк в составе 230-й штурмовой авиадивизии прошел с боями от Кавказа до Эльбы, участвуя в Могилевской, Минской, Белостокской, Крымской, Белоруской, Осовецкой, Млавско-Эльбингской, Восточно-Прусской, Восточно-Померанской и Берлинской операциях. За успешные боевые действия был удостоен почётного наименования Гродненский и награждён орденами Красного Знамени и Суворова III степени.
В составе действующей армии полк находился с 21 сентября по 15 декабря 1941 года и с по 1 мая 1942 года по 9 мая 1945 года.
После войны полк базировался на территории Польши в составе 230-й штурмовой авиационной дивизии 4-го штурмового корпуса 4-й воздушной армии Северной группы войск на аэродроме Пазевальк (Мекленбург-Передняя Померания). С июля 1945 года полк начал осваивать новый самолёт — Ил-10. В 1947 году в полк расформирован, часть личного состава была принята в другие полки дивизии.

## Командиры полка
- подполковник Мироненко Павел Иванович[2], 05.1938 — 14.09.1942
- майор, подполковник Ермилов Иван Афанасьевич[2], 14.09.1942 — 1947

## В составе объединений
| Дата          | Фронт (округ)                            | Армия                            | Корпус                           | Дивизия                                                  | Примечания |
| ------------- | ---------------------------------------- | -------------------------------- | -------------------------------- | -------------------------------------------------------- | ---------- |
| 05.05.1938 г. | Харьковский военный округ                | ВВС Харьковского военного округа | -                                | 19-я легкобомбардировочная бригада                       |            |
| 22.06.1941 г. | Западный фронт                           | ВВС Западного фронта             |                                  |                                                          |            |
| 29.06.1941 г. | Западный фронт                           | ВВС Западного фронта             |                                  | ВВС 21-й армии                                           |            |
| 26.07.1941 г. | Центральный фронт                        | ВВС Центрального фронта          |                                  | ВВС 21-й армии                                           |            |
| 15.08.1941 г. | Орловский военный округ                  | ВВС Орловского военного округа   |                                  | 1-я запасная авиационная бригада                         |            |
| 25.09.1941 г. | Закавказский фронт                       | ВВС Закавказского фронта         |                                  | ВВС 51-й отдельной армии                                 |            |
| 20.12.1941 г. | Приволжский военный округ                | ВВС Приволжского военного округа |                                  | 1-я запасная авиационная бригада                         |            |
| 01.05.1942 г. | Крымский фронт                           | Ставка ВГК                       | Ударные авиационные группы СВГК  | 15-я ударная авиационная группа                          |            |
| 14.05.1942 г. | Северо-Кавказский фронт                  | 5-я воздушная армия              |                                  | 238-я штурмовая авиационная дивизия                      |            |
| 12.07.1942 г. | Южный фронт                              | 4-я воздушная армия              |                                  | 216-я истребительная авиационная дивизия                 |            |
| 28.08.1942 г. | Закавказский фронт Северная группа войск | 4-я воздушная армия              | -                                | 230-я штурмовая авиационная дивизия                      |            |
| 24.01.1943 г. | Северо-Кавказский фронт                  | 4-я воздушная армия              | -                                | 230-я штурмовая авиационная дивизия                      |            |
| 24.01.1943 г. | Отдельная Приморская армия               | 4-я воздушная армия              | -                                | 230-я штурмовая авиационная дивизия                      |            |
| 22.04.1944 г. | 4-й Украинский фронт                     | 8-я воздушная армия              | -                                | 230-я штурмовая авиационная дивизия                      |            |
| 30.05.1944 г. | 2-й Белорусский фронт                    | 4-я воздушная армия              | -                                | 230-я штурмовая авиационная дивизия                      |            |
| 09.05.1945 г. | 2-й Белорусский фронт                    | 4-я воздушная армия              | -                                | 230-я штурмовая авиационная дивизия                      |            |
| 10.06.1945 г. | Северная группа войск                    | 4-я воздушная армия              | -                                | 230-я штурмовая авиационная дивизия                      |            |
| 01.12.1945 г. | Северная группа войск                    | 4-я воздушная армия              | 4-й штурмовой авиационный корпус | 230-я штурмовая авиационная дивизия                      |            |
| 01.02.1947 г. | Северная группа войск                    | 4-я воздушная армия              | -                                | 230-я штурмовая авиационная дивизия                      |            |
| 20.02.1949 г. | Северная группа войск                    | 37-я воздушная армия             | -                                | 172-я штурмовая авиационная дивизия                      |            |
| 01.04.1956 г. | Северная группа войск                    | 37-я воздушная армия             | -                                | 172-я истребительно-бомбардировочная авиационная дивизия |            |
| 01.07.1961 г. | Северная группа войск                    | 37-я воздушная армия             | -                                | 172-я истребительно-бомбардировочная авиационная дивизия |            |

## Участие в операциях и битвах

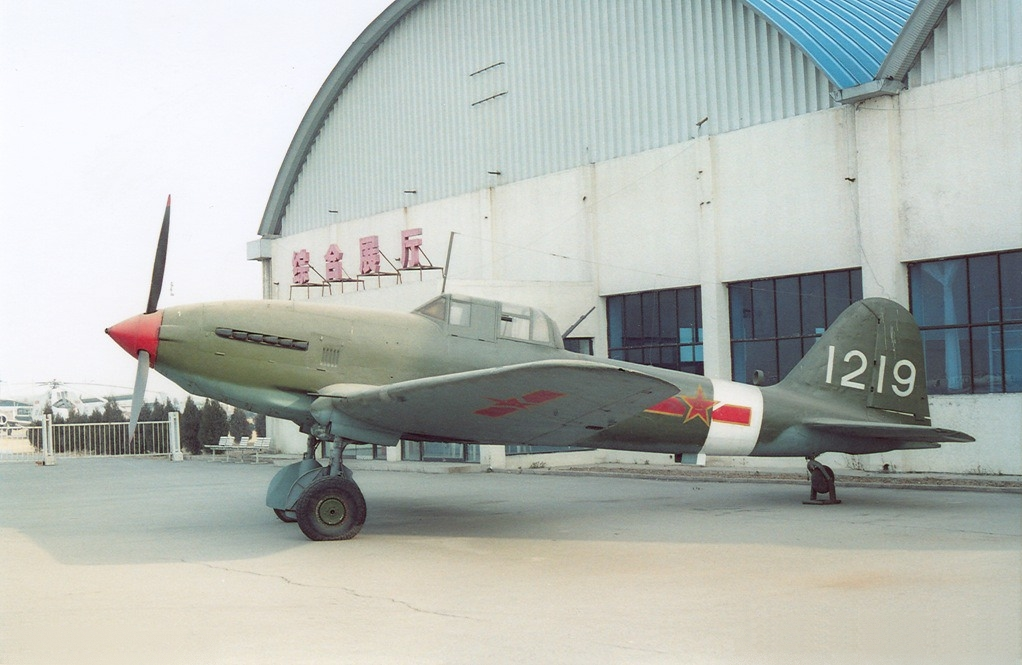
Самолет Ил-10 принят на вооружение полка в июле 1945 года.

- Крымская оборонительная операция — с 25 сентября 1941 года по 15 декабря 1941 года.
- Битва за Кавказ — с 5 ноября 1942 года по 9 октября 1943 года:
  - Северо-Кавказская операция — с 25 июля 1942 года по 4 февраля 1943 года.
  - Армавиро-Майкопская операция — с 6 августа 1942 года по 17 августа 1942 года.
  - Моздок-Малгобекская оборонительная операция — с 1 сентября 1942 года по 28 сентября 1942 года.
  - Нальчинско-Орджоникидзевская операция — с 25 октября 1942 года по 12 ноября 1942 года.
  - Ростовская операция — с 1 января 1943 года по 18 февраля 1943 года.
  - Краснодарская операция — с 9 февраля 1943 года по 16 марта 1943 года.
  - Новороссийская десантная операция — с 9 сентября 1943 года по 16 сентября 1943 года.
  - Таманская наступательная операция — с 10 сентября 1943 года по 9 октября 1943 года.
- Воздушные сражения на Кубани — с апреля 1943 года по июль 1943 года
- Керченско-Эльтигенская десантная операция — с 31 октября 1943 года по 11 декабря 1943 года.
- Крымская наступательная операция — с 12 апреля 1944 года по 22 апреля 1944 года.
- Могилёвская наступательная операция — с 23 июня 1944 года по 28 июня 1944 года.
- Минская наступательная операция — с 29 июня 1944 года по 4 июля 1944 года.
- Белостокская операция — с 5 июля 1944 года по 27 июля 1944 года.
- Осовецкая наступательная операция — с 6 августа 1944 года по 14 августа 1944 года.
- Восточно-Прусская операция — с 13 января 1945 года по 25 апреля 1945 года.
- Млавско-Эльбингская операция — с 14 января 1945 года по 26 января 1945 года.
  - Штурм Кёнигсберга — с 6 апреля 1945 года по 9 апреля 1945 года.
- Восточно-Померанская операция — с 10 февраля 1945 года по 4 апреля 1945 года.
  - Хойнице-Кезлинская операция — с 10 февраля 1945 года по 6 марта 1945 года.
  - Данцигская наступательная операция — 7 марта 1945 года по 31 марта 1945 года.
- Берлинская наступательная операция — с 16 апреля 1945 года по 8 мая 1945 года.
- Штеттинско-Ростокская операция — с 16 апреля 1945 года по 8 мая 1945 года.

## Почётные наименования
103-му штурмовому авиационному полку Приказом НКО № 0215 от 25 июля 1944 года на основании Приказа ВГК № 139 от 16 июля 1944 года за отличие в боях при овладении городом и крепостью Гродно — крупным железнодорожным узлом и важным укреплённым районом обороны немцев, прикрывающим подступы к границам Восточной Пруссии, присвоено почётное наименование «Гродненский».

## Награды
- 103-й штурмовой авиационный полк за образцовое выполнение заданий командования в боях при форсировании рек Проня и Днепр, прорыв сильно укрепленной обороны немцев, а также за овладение городами Могилёв, Шклов и Быхов, проявленные при этом доблесть и мужество Указом Президиума Верховного Совета СССР от 10 июля 1044 года награждён Красного Знамени[7].
- 103-й штурмовой авиационный Гродненский Краснознамённый полк за образцовое выполнение заданий командования в боях при овладении городом и крепостью Гданск (Данциг) и проявленные при этом доблесть и мужество Указом Президиума Верховного Совета СССР от 17 мая 1943 года награждён орденом Суворова III степени[8].

## Благодарности Верховного Главнокомандующего
Воинам полка в составе дивизии объявлены благодарности Верховного Главнокомандующего:
- За отличие в боях при завершении разгроме таманской группировки противника, ликвидации оперативно важного плацдарма немцев на Кубани, обеспечивавшего им оборону Крыма и возможность наступательных действий в сторону Кавказа, за отличие в боях за освобождение Таманского полуострова[9].
- За отличие в боях при овладении штурмом крепостью и важнейшей военно-морской базой на Чёрном море городом Севастополь[10].
- За отличия в боях при прорыве обороны немцев на Могилевском направлении и форсировании реки Проня западнее города Мстиславль, при овладении районным центром Могилевской области — городом Чаусы и освобождении более 200 других населённых пунктов, среди которых Черневка, Ждановичи, Хоньковичи, Будино, Васьковичи, Темривичи и Бординичи[11].
- За отличие в боях при овладении городом Бобруйск[12].
- За отличие в боях при овладении городом и крупным железнодорожным узлом Волковыск — важным опорным пунктом обороны немцев, прикрывающим пути на Белосток[13].
- За отличие в боях при овладении штурмом овладели городом и крупным промышленным центром Белосток — важным железнодорожным узлом и мощным укреплённым районом обороны немцев, прикрывающим пути к Варшаве[14].
- За отличие в боях при овладении штурмом городом и крепостью Остроленка — важным опорным пунктом обороны немцев на реке Нарев[15].
- За отличие в боях при овладении городом и крепостью Ломжа — важным опорным пунктом обороны немцев на реке Нарев[16].
- За отличие в боях при овладении штурмом городом Пшасныш (Прасныш), городом и крепостью Модлин (Новогеоргиевск) — важными узлами коммуникаций и опорными пунктами обороны немцев, а также более 1000 других населённых пунктов[17].
- За отличие в боях при овладении городами Млава и Дзялдов (Зольдау) — важными узлами коммуникаций и опорными пунктами обороны немцев на подступах к южной границе Восточной Пруссии и городом Плоньск — крупным узлом коммуникаций и опорным пунктом обороны немцев на правом берегу Вислы[18].
- За отличие в боях при вторжении в Восточную Пруссию и при овладении городами Найденбург, Танненберг, Едвабно и Аллендорф — важными опорными пунктами обороны немцев[19].
- За отличие в боях при овладении городом Алленштайн — важным узлом железных и шоссейных дорог я сильно укреплённым опорным пунктом немцев, прикрывающим с юга центральные районы Восточной Пруссии[20].
- За отличие в боях при овладении городом и крепостью Грудзёндз — мощным узлом обороны немцев на нижнем течении реки Висла[21].
- За отличие в боях при овладении городами Гнев (Меве) и Старогард (Прейсиш Старгард) — важными опорными пунктами обороны немцев на подступах к Данцигу[22].
- За отличие в боях при овладении городами Тчев, Вейхерово , Пуцк и выходу на побережье Данцигской бухты севернее Гдыни[23].
- За отличие в боях при овладении городом и крепостью Гданьск — важнейшим портом и первоклассной военно-морской базой немцев на Балтийском море[24].
- За отличие в боях при форсировании восточного и западного Одера южнее Штеттина, прорыве сильно укреплённой обороны немцев на западном берегу Одера, при овладении главным городом Померании и крупным морским портом Штеттин, при овладении городов Гартц, Пенкун, Казеков, Шведт[25].
- За отличие в боях при овладении городами Эггезин, Торгелов, Пазевальк, Штрасбург, Темплин — важными опорными пунктами обороны немцев в Западной Померании[26].
- За отличие в боях при овладении городами Грайфсвальд, Трептов, Нойштрелитц, Фюрстенберг, Гранзее — важными узлами дорог в северо-западной части Померании и в Мекленбурге[27].
- За отличие в боях при овладении городами Штральзунд, Гриммен, Деммин, Мальхин, Варен, Везенберг — важными узлами дорог и сильными опорными пунктами обороны немцев[28].
- За отличие в боях при овладении городом Росток и Варнемюнде — крупными портами и важными военно-морскими базами немцев на Балтийском море, а также при овладении городами Рибнитц, Марлов, Лааге, Тетерев, Миров[29].
- За отличие в боях при овладении городами Барт, Бад-Доберан, Нойбуков, Барин, Виттенберге, соединении на линии Висмар, Виттенберге с союзными английскими войсками[30].
- За отличие в боях при овладении портом и военно-морской базой Свинемюнде — крупным портом и военно-морской базой немцев на Балтийском море[31].
- За отличие в боях при форсировании пролива Штральзундерфарвассер, занятии городов Берген, Гарц, Путбус, Засснитц и полном овладении островом Рюген[32].

## Отличившиеся воины
- Белоконь Кузьма Филимонович, капитан, командир эскадрильи 103-го штурмового авиационного полка 230-й штурмовой авиационной дивизии 4-й воздушной армии Указом Президиума Верховного Совета СССР от 26 октября 1944 года удостоен звания Герой Советского Союза. Золотая Звезда № 5852.
- Ерёмин Иван Андреевич, младший лейтенант, командир звена 103-го штурмового авиационного полка 230-й штурмовой авиационной дивизии 4-й воздушной армии Указом Президиума Верховного Совета СССР от 18 августа 1945 года удостоен звания Герой Советского Союза. Золотая Звезда № 8217.
- Коваленко Георгий Петрович, капитан, командир эскадрильи 103-го штурмового авиационного полка 230-й штурмовой авиационной дивизии 4-й воздушной армии Указом Президиума Верховного Совета СССР от 26 октября 1944 года удостоен звания Герой Советского Союза. Золотая Звезда № 4846.

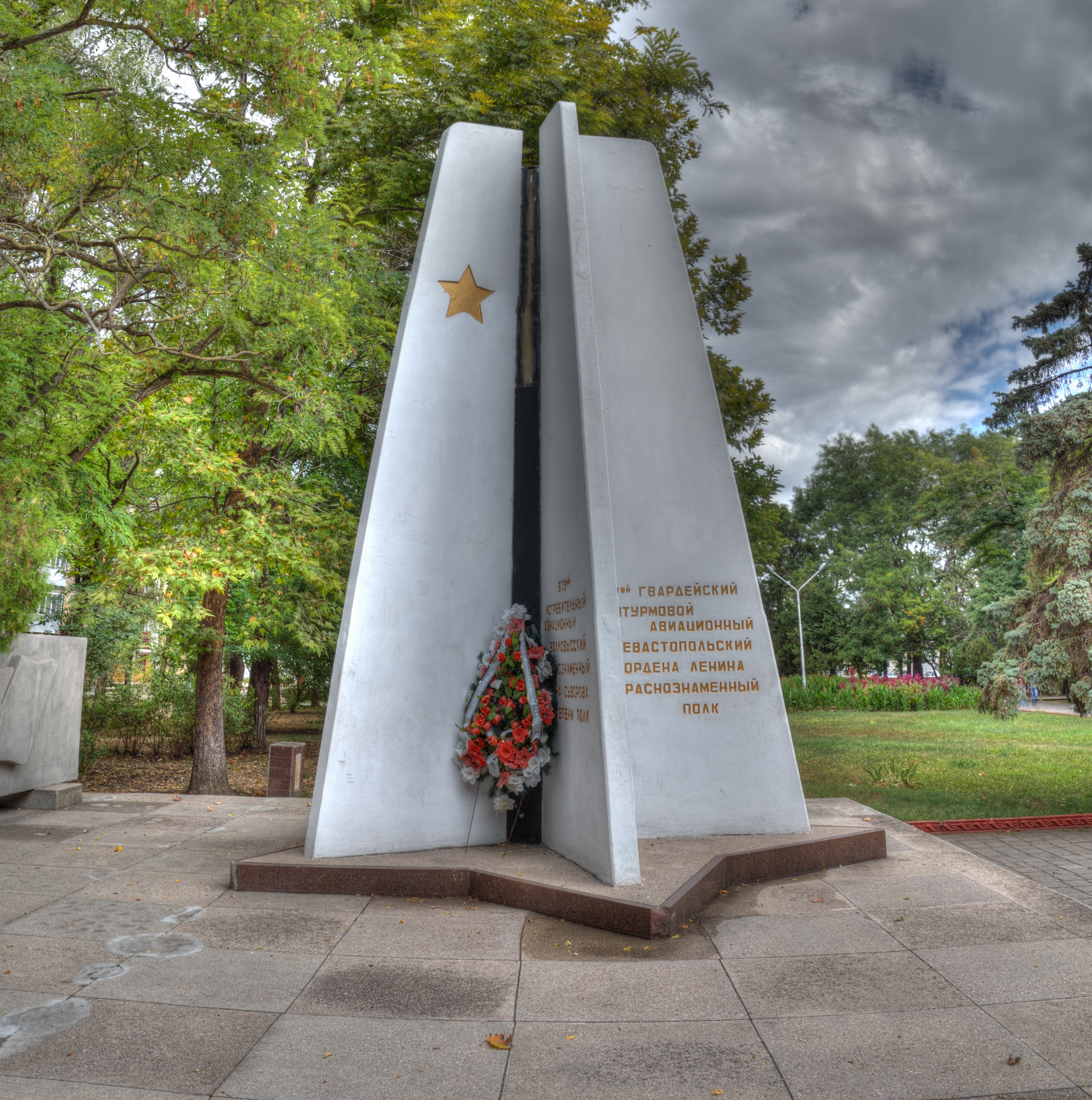
Памятник лётчика полка и других полков дивизии, погибшим при освобождении Тамани и Крым в Керчи. Установлен в Керчи.

- Корсунский Вольф Борухович, старший лейтенант, заместитель командира эскадрильи 103-го штурмового авиационного полка 230-й штурмовой авиационной дивизии 4-й воздушной армии Указом Президиума Верховного Совета СССР от 18 августа 1945 года удостоен звания Герой Советского Союза. Золотая Звезда № 8765.
- Куликов Василий Иванович, старший лейтенант, заместитель командира и штурман эскадрильи 103-го штурмового авиационного полка 230-й штурмовой авиационной дивизии 4-й воздушной армии Указом Президиума Верховного Совета СССР от 18 августа 1945 года удостоен звания Герой Советского Союза. Золотая Звезда № 7951.
- Панов Павел Григорьевич, лейтенант, заместитель командира эскадрильи 103-го штурмового авиационного полка 230-й штурмовой авиационной дивизии 4-й воздушной армии Указом Президиума Верховного Совета СССР от 18 августа 1945 года удостоен звания Герой Советского Союза. Посмертно.
- Помещик Василий Иванович, младший лейтенант, лётчик 103-го штурмового авиационного полка 230-й штурмовой авиационной дивизии 4-й воздушной армии Указом Президиума Верховного Совета СССР от 18 августа 1945 года удостоен звания Герой Советского Союза. Золотая Звезда № 8219.
- Рыжов Михаил Иванович, лейтенант, командир звена 103-го штурмового авиационного полка 230-й штурмовой авиационной дивизии 4-й воздушной армии Указом Президиума Верховного Совета СССР от 15 мая 1946 года удостоен звания Герой Советского Союза. Золотая Звезда № 8096.
- Секин Владимир Алексеевич, лейтенант, командир звена 103-го штурмового авиационного полка 230-й штурмовой авиационной дивизии 4-й воздушной армии Указом Президиума Верховного Совета СССР от 18 августа 1945 года удостоен звания Герой Советского Союза. Золотая Звезда № 8220.
- Трухов Андрей Игнатьевич, лейтенант, командир звена 103-го штурмового авиационного полка 230-й штурмовой авиационной дивизии 4-й воздушной армии Указом Президиума Верховного Совета СССР от 18 августа 1945 года удостоен звания Герой Советского Союза. Золотая Звезда № 8694.
- Харлан Иван Фёдорович, старший лейтенант, заместитель командира эскадрильи 103-го штурмового авиационного полка 230-й штурмовой авиационной дивизии 4-й воздушной армии Указом Президиума Верховного Совета СССР от 23 февраля 1945 года удостоен звания Герой Советского Союза. Золотая Звезда № 5333.
- Шаталин Иван Иванович, старший лейтенант, командир эскадрильи 103-го штурмового авиационного полка 230-й штурмовой авиационной дивизии 4-й воздушной армии Указом Президиума Верховного Совета СССР от 18 августа 1945 года удостоен звания Герой Советского Союза. Золотая Звезда № 8592.

## Базирование
| Период            | Место базирования                                  |
| ----------------- | -------------------------------------------------- |
| 05.1945 — 07.1945 | аэродром Маковице, Польша                          |
| 01.07.1945 — 1947 | аэродром Пазевальк (Мекленбург-Передняя Померания) |

## Память
Лётчика полка, погибшим при освобождении Тамани и Крым в Керчи в 1964 году установлен памятник.